# Julius Löcker
Julius Löcker (* 15. August 1860 in St. Agatha; † 23. Mai 1945 in Wien) war österreichischer Politiker (Deutsche Volkspartei) und Jurist. Er war Abgeordneter des Österreichischen Abgeordnetenhauses.

## Leben
Löcker wurde als Sohn des Gemeinde- und Wundarztes von Grieskirchen Josef Löcker und dessen Gattin Maria Mayer aus Waizenkirchen geboren. Er wuchs gemeinsam mit drei Geschwistern auf und besuchte das Gymnasium in Linz und Graz. Nach dem Abschluss des Gymnasiums setzte Löcker seine Ausbildung am Polytechnikum in Karlsruhe fort und studierte ab 1893 Rechtswissenschaft an der Universität Wien, wo er 1894 zum Dr. iur. promoviert wurde. Während seines Studiums wurde er 1891 Mitglied der Burschenschaft Germania Wien. Er arbeitete ab 1891 als Advokaturskonzipient, legte 1897 die Rechtsanwaltsprüfung in Wien ab und war ab 1898 als Hof- und Gerichtsadvokat in Linz tätig. Zudem war er Funktionär der Advokatenkammer Linz und engagierte sich im Direktionsvorstand der Sparkasse Linz. Er war auch politisch aktiv und wurde Mitglied des Vorstandes des Deutschen Volksvereins. Bei der Reichsratswahl 1901 kandidierte Löcker im Wahlkreis der Städte Linz, Urfahr, Ottensheim und Gallneukirchen und konnte dort ein Mandat für das Abgeordnetenhaus gewinnen. Er gehörte in der Folge bis 1907 dem Abgeordnetenhaus an und trat für die Einführung des allgemeinen, gleichen Wahlrechts ein. Bei der Reichsratswahl 1907, die erstmals nach diesem Wahlrecht durchgeführt wurde, kandidierte Löcker im Wahlbezirk Oberösterreich 2 und verlor in der Stichwahl gegen den Sozialdemokraten Josef Gruber. Er wurde daraufhin auf Wunsch von Ministerpräsident Max Wladimir von Beck Hofrat am Verwaltungsgerichtshof und 1920 zum Senatspräsidenten befördert. 1929 erfolgte seine Versetzung in den Ruhestand.
Löcker war ab 1893 mit Hedwig Bichler verheiratet. Er war Vater von zwei Söhnen.